# Ewartia
Ewartia es un género de plantas con flores perteneciente a la familia de las asteráceas. Comprende 5 especies descritas y  aceptadas.

## Taxonomía
El género fue descrito por Gustave Beauverd  y publicado en Bulletin de la Société Botanique de Genève 2: 236. 1910.

## Especies
A continuación se brinda un listado de las especies del género Ewartia aceptadas hasta julio de 2012, ordenadas alfabéticamente. Para cada una se indica el nombre binomial seguido del autor, abreviado según las convenciones y usos.
- Ewartia catipes (DC.) Beauverd
- Ewartia meredithae (F.Muell.) Beauverd
- Ewartia nubigena (F.Muell.) Beauverd
- Ewartia planchonii (Hook.f.) Beauverd
- Ewartia sinclairii (Hook.f.) Cheeseman